# Пшибыльский, Вацлав
Вацлав Пшибыльский (пол. Wacław Przybylski; 28 сентября 1828, Вильно — 25 декабря 1872, Бухарест) — польский литератор и революционер.
Окончил Санкт-Петербургский университет (1849) по отделению философии, после чего преподавал в гимназиях. Публиковался в польской периодике (в том числе в «Виленском вестнике») со статьями по естествознанию. Написал либретто для оперы Людвига Новицкого «Ночь на кладбище» (1860, по Ю. И. Крашевскому). В 1861 г. перевёл с английского языка первый том романа Гарриет Бичер Стоу «Хижина дяди Тома» (второй том перевёл Игнаций Ивицкий). Затем был выслан в Вологду, но вскоре освобождён и вернулся в Польшу как раз к Польскому восстанию 1863 года.
Входил в состав временного национального правительства Польши двух составов: под руководством Кароля Маевского (начальник отдела печати, секретарь по делам Литвы) и под руководством Ромуальда Траугутта (и. о. начальника отдела иностранных дел, секретарь по делам Литвы); некоторое время был также комендантом Варшавы.
После подавления восстания сумел бежать через Галицию, прибыл в Париж как комиссар польских революционеров. Затем жил в Константинополе, работал в секретариате Мехмеда Эмина Али-паши.